# 博比·杰克逊
博比·杰克逊（英語：Bobby Jackson，1973年3月13日—），出生于北卡罗来纳州东斯潘塞，美国前职业篮球运动员。